# Aigueperse, Rhône
Aigueperse là một xã thuộc tỉnh Rhône trong vùng Auvergne-Rhône-Alpes phía đông nước nước Pháp. Xã này nằm ở khu vực có độ cao trung bình 403 mét trên mực nước biển.